# Blauwschichten
De blauwschichten (Pachydiplax) vormen een geslacht van libellen (Odonata) uit de familie van de korenbouten (Libellulidae).

## Soorten
Pachydiplax omvat 1 soort:
- Pachydiplax longipennis (Burmeister, 1839) – Blauwschicht